# Ichneumon perfusorius
Ichneumon perfusorius är en stekelart som beskrevs av Rossi 1792. Ichneumon perfusorius ingår i släktet Ichneumon och familjen brokparasitsteklar. Inga underarter finns listade i Catalogue of Life.